# Пиротчани
Пиротчани или пиротчанци (на сръбски: Пироћанци) са жителите на град Пирот, Сърбия. Това е списък на по-известните от тях.

## Родени в Пирот

### А
- Алекса Даскалов (1843 – 1900), български революционер и юрист
- Архангел Банков (1869 – 1955), български строителен инженер

### Б
- Божидар Здравков (1884 – 1959), български юрист и политик, кмет на Пловдив

### В
- Васил Бъзовски (? – след 1919), български търговец, политик, представител на пиротската емиграция в България
- Вениамин Таушанович (1884 – 1952), сръбски духовник
- Воин Кирков (1859 – 1927), български търговец и сръбски политик

### Г
- Георги Алексов (? – след 1943), български учител и общественик
- Георги Димитрашев (1862 – ?), български военен деец, полковник, герой от Сръбско-българската война
- Георги Манов (1864 – ?), български военен деец, генерал-майор
- Георги Мечконев (1858 – 1930), български военен деец, полковник
- Георги Минов (печатар) (? – след 1920), български печатар, търговец и общественик
- Георги Табаков (учител) (? – ?), български общественик, учител
- Георги Пенев, македоно-одрински опълченец, 2 рота на 9 велешка дружина[1]

### Д
- Дара Трънска, българска майсторка-тъкачка на пиротски килими
- Димитър Гълъбов (? - начало на 1896, София), български опълченец, на 3 юли 1877 година постъпва като доброволец в III рота на X дружина на Българското опълчение, на 5 август е зачислен в I рота на II дружине, уволнен на 28 юни 1878 година, след войната живее в София[2]
- Дончо Игов (? – след 1919), български търговец, политик, представител на пиротската емиграция в България
- Драган Нешов (? – ?), български агроном

### Е
- Евстатий Маноилов (? – след 1919), български д-р по медицина, пионер на хомеопатията в България
- Елисей Манов (? – 1931), български обществен деец
- Елисей Тричков (? – след 1926), български лесовъд
- Емануил Манов (1884 – 1948), български юрист, адвокат, виден радикалдемократ и съдия от Народен съд

### Ж
- Живко Антов - Свинар (? – ?), български търговец, общественик и епитроп

### И
- Иван Стафанович Димитров, македоно-одрински опълченец, 1 рота на 2 скопска дружина[3]

### Й
- Йордан Царибродски (? – ?), български търговец, политик, представител на пиротската емиграция в България
- Йосиф Минчев (? – 1922), български търговец, софийски ресторантьор, милионер
- Йосиф Попмитов (? – след 1920), български търговец

### К
- Кирил Живкович (1730 – 1807), български и сръбски духовник, автор на Темския ръкопис
- Константин Михайлов (1864 – ?), български военен деец
- Константина Пейчиновска (ок. 1866 – 1937), българска учителка в Първа софийска девическа гимназия и дарителка
- Кота Даскалов (? – 1885), български общественик
- Коце Григориев (? – ?), български общественик, кмет на Пирот
- Коце Иванов (? – ?), български търговец и общественик, баща на Димитър Хаджикоцев
- Кръстьо Бахчеванов (1856 – ?), български военен деец, герой от Сръбско-българската война
- Кръстьо Кръстев (1866 – 1919), български виден литературен критик и писател

### Л
- Любомир Вацов (1869 – след 1925), български юрист и прокурор
- Любомир Карталев (1900 – 1942), български и югославски комунистически деец, свръзка между БКП и ЮКП

### М
- Мано Пиротчанец (? – след 1854), български доброволец в полка Казак-алай на Михаил Чайковски
- Манол Басарски (? – ?), български д-р по право, юрист, предприемач
- Мария Колева (1860 – 1916), българска майсторка-тъкачка на пиротски килими и музейна деятелка
- Михаил Кръстев (1877 – 1956), български художник-график
- Милан Димов (ок. 1835 – след 1919), български учител, свещеник и обществен деец
- Младен Ръжанов (след 1800 – ?), български търговец, глава на семейство, близко до Васил Левски
- Младен Тричков (1841 – след 1876), български революционер, Ботев четник

### Н
- Нешо Филипович (? – след 1850), български търговец, революционер и епитроп
- Никола Гайдаров (? – след 1919), български просветен деец
- Никола Манов (1848 – ?), български юрист и общественик
- Никола Панов (адвокат) (1885 – 1925), български адвокат
- Никола Петров (учител) (? – след 1919), български просветен деец и финансист
- Никола Симонов (1865 – 1933), български просветен деец

### П
- Панчо Бошков (? – след 1878), български просветен деец
- Петър Алексиев (инженер-механик) (1869 – 1898), български машинен инженер
- Петър Йосифов (архитект) (1870 – 1959), български архитект
- Петър Зъбов (1863 – 1944), български юрист и общественик
- Петър Георгиевич (? – 1862), български просветен деец
- Петър Шишков (1843 – 1912), български свещеник и общественик[4]

### С
- Симеон Георгиев (военен деец) (1875 – 1956), български военен деец
- Симеон Христов - Пиротчанец (1853 – 1910), български общественик
- Слободан Сотиров (1926 – 2015), художник
- Спас Вацов (1856 – 1928), български климатолог и метеоролог
- Спас Кокалов (? – ?), основател на Пиротското българско благотворително дружество
- Спас Тричков (1855 – 1934), български икономист
- Спас Шишков (1847 – 1906 или след това), български революционер, опълченец, общественик[5]
- Стоян Джаджов (? – след 1919), български търговец, политик, представител на пиротската емиграция в България

### Т
- Тодор Бързаков (? – след 1919), български търговец, политик, представител на пиротската емиграция в България
- Тодор Живков (лекар) (? – след 1911), български д-р по медицина
- Тодор Стаменов (? – след 1919), български д-р по право, юрист и политик
- Тодор Шипов (? – след 1919), български търговец, политик, представител на пиротската емиграция в България

### Х
- Хицо Шопов (? – 1882), български търговец и общественик
- Христо Григоров (учител) (? – след 1919), български просветеен деец
- Христо Николов - Пиротчанец (? – ?), български търговец, майстор-златар

### Ц
- Цана Цупонина (ок. 1810 – ок. 1870), българска майсторка-тъкачка на пиротски килими

## Опълченци от Пирот
- Алекси (Алексо, Алексей) Николов Стоянов (1855, Пирот - 3 октомври 1919, Лом), зачислен на 29 юни 1877 година във II рота на VIII дружина, на 5 август 1877 година преведен в III рота на I дружина, уволнен на 1 юли 1878 година, след Освобождението живее във Видин, Тутракан и Лом, където работи като митнически стражар[6]
- Алекси Ранчев (1861 - 21 март 1921), постъпил на 6 май 1877 година в 1 дружина, 1 рота, на 24 юни е зачислен в 7 дружина, 1 рота, на 5 август е върнат в 1 дружина, уволнен на 4 юли 1878 г., живее в София, през април 1918 година се мести в Цариброд, след което се връща в София, където умира[7]
- Александър Антич, служил в V дружина, безследно изчезнал след боя при Стара Загора на 19 юли 1877 година.[8]
- Ангел Попович, постъпил в I рота на I опълченска дружина на 18 април 1877 година, уволнен на 24 май 1877 година като негоден за военна служба[9]
- Георги Костов, български революционер и опълченец[10]
- Иван Стоянов Златев (ок. 1846- след 1903, Русе), служил в ІV рота, V дружина. От 1881 година живее в Русе.[11]
- Йован (Иван) Петров (Петрович), загинал на 11 август 1877 година на Шипка.[12]
- Младен Живкович (Живков), доброволец в Сръбско-турска война, загинал на 9 август 1877 година на Шипка.[13]

## Свързани с Пирот
- Евстатий Пелагонийски (ок. 1832 – 1885), нишавски митрополит 1874 – 1878 г.
- Партений Зографски (1818 – 1876), нишавски митрополит 1867 – 1874 г.
- Радое Доманович (1873 – 1908), сръбски писател сатирик, учителствал в града 1895 г.
- Стеван Сремац (1855 – 1906), сръбски писател, учителствал в града 1881 – 1883 г.
- Георги Тодоров областен управител по време на Първата световна война

## Починали в Пирот
- Андрей Мисканов, български военен деец, поручик, загинал през Първата световна война[14]
- Боян Ефтимов Каранов, български военен деец, поручик, загинал през Междусъюзническа война[15]
- Никола Иванов Енев, български военен деец, подпоручик, загинал през Сръбско-българската война[16]
- Христо Янков (? – 1911), български зограф
- Цвятко Гелев, български военен деец, капитан, загинал през Първата световна война[17]